# 西園寺さんは家事をしない
『西園寺さんは家事をしない』（さいおんじさんはかじをしない）は、ひうらさとるによる日本の漫画作品。『BE・LOVE』（講談社）にて、2021年10月号から2024年7月号まで連載された。
2024年7月より、TBS系列にてテレビドラマが放送された。

## あらすじ
バリバリ働く独身女性・西園寺一妃はマイホームを購入し、徹底して家事をしない生活を貫いていた。同じ職場に転職してきたシングルファーザーの楠見俊直親子がトラブルで家を失ったため、一妃とともに偽家族として暮らす中で心を通わせていく姿を描くハートフルなラブコメディ。

## 登場人物
西園寺 一妃（さいおんじ いつき）
主人公。38歳。仕事はできるが、プライベートでは家事をしない。
楠見 俊直（くすみ としなお）
29歳。エンジニア。一妃の同僚。シングルファーザーとしてルカを育てている。
楠見 ルカ（くすみ るか）
4歳。俊直の娘。
陽毬（ひまり）
一妃の友人。
洋介（ようすけ）
一妃の友人。

## 書誌情報
- ひうらさとる『西園寺さんは家事をしない』 講談社〈BE・LOVE KC〉、全5巻
  1. 2022年6月13日発売[4][講 1]、ISBN 978-4-06-528150-5
  2. 2022年10月13日発売[講 2]、ISBN 978-4-06-529549-6
  3. 2023年5月12日発売[講 3]、ISBN 978-4-06-531651-1
  4. 2023年11月13日発売[講 4]、ISBN 978-4-06-533726-4
  5. 2024年7月11日発売[講 5]、ISBN 978-4-06-535568-8

## テレビドラマ
2024年7月9日から9月17日までTBS系「火曜ドラマ」枠で放送された。主演は本作がGP帯の連続ドラマ初主演となる松本若菜。

### キャスト

#### 主要人物
西園寺一妃（さいおんじ いつき）〈38〉
演 - 松本若菜（幼少期：金子莉彩）
主人公。独身の女性。アプリ制作会社「レスQ」の有能なプロダクトマネージャー。
楠見俊直（くすみ としなお）〈29〉
演 - 松村北斗（SixTONES）
娘を育てるシングルファーザー。一妃よりも年下のアメリカ帰りの天才エンジニア。常に無表情で無愛想。妻の瑠衣は1年前に亡くなっている。
楠見ルカ（くすみ るか）〈4〉
演 - 倉田瑛茉
俊直の娘。犬が好き。
リキ
演 - 暖（ボーダー・コリー）
一妃の愛犬

#### レスQ社
西園寺とともに「家事レスQ」（かじレスキュー）というアプリの開発に携わっているアプリ制作会社。
天野竜二（あまの りゅうじ）
演 - 藤井隆
社長。アプリのＤＬ数に常に非常に高い目標を掲げており、達成される都度、久寿玉を割って社員全員でパーティーをしている。
佐藤千沙子（さとう ちさこ）
演 - 濱田マリ
レシピコンテンツの制作ディレクター。二児の母。
武田英美里（たけだ えみり）
演 - 横田真悠
アシスタントプロダクトマネージャー。
梅松広巳（うめまつ ひろみ）
演 - 水澤紳吾
会社の創設メンバーでベテランのエンジニア。
小杉亜希（こすぎ あき）
演 - うらじぬの
デザイナー。
水野純太（みずの じゅんた）
演 - 大朏岳優
UIデザイナー。小杉の後輩。
渡部篤志（わたなべ あつし）
演 - 濱田龍臣（第7話 - ）
新しくやってきたインターン。楠見に憧れている。
橘エリサ（たちばな えりさ）
演 - 太田莉菜（第7話 - ）
楠見と瑠衣のニューヨークの大学の同級生であり、2人を結びつけた人物。現SJ社のCEO。「レスQ」世界進出のため、コンサルタント業務を担うべく日本へやってきた。

#### 周辺人物
小西洋介（こにし ようすけ）
演 - 塚本高史
大手エネルギー会社に勤務。西園寺の高校時代からの親友。
宮島陽毬（みやじま ひまり）
演 - 野呂佳代
家事代行サービス会社で働く。西園寺の親友。
横井和人（よこい かずと）/ カズト横井
演 - 津田健次郎
人気の料理系YouTuber。現在、西園寺と付き合っている。
皆川琴音（みなかわ ことね）
演 - 村川絵梨（幼少期：小池叶七芽）
西園寺の妹で、第一子を妊娠中。
西園寺康平（さいおんじ こうへい）
演 - 浅野和之
西園寺の父。妻に蒸発されてしまった。その原因は父にあると思っている一妃は、父のことを嫌っており折り合いが悪い。
楠見瑠衣（くすみ るい）
演 - 松井愛莉
ルカの母で、俊直の妻。学生時代から交際していた俊直と結婚し、娘も生まれ幸せに暮らしていたが、1年前に死去している。

#### ゲスト

##### 第2話
岡田、増田
演 - ベンガル、ますだおかだ増田
西園寺が考案した企画でレスQとコラボする老舗缶詰会社「岡田缶詰」の社長と専務。
先生
演 - 中込佐知子（第3話 - 第5話）
ルカが通う「にこたま保育園」の先生。

##### 第3話
波多野里美（はたの さとみ）
演 - 奥貫薫（最終話）
瑠衣の母親。俊直の義母。実家は酒造。娘の一周忌に喪服を忘れて来た俊直に大いに不満、東京からわざわざ喪服を届けに来た西園寺とはどういう関係なのかと大いに不審に思い、俊直の家まで訪ねてくる。最初はどうしたものかと思っていたが、西園寺の強引な引き留めによりルカと交流し、一定の納得をして帰る。帰る時に、俊直に「また、遊びに来てください」と言われて、「そんなこと言うならあなたが帰って来なさい、息子なんだから」と息子として認めたことをはっきりさせた。

##### 第4話
山下（やました）
演 - 小野ゆり子（第10話）
「にこたま保育園」に通うマリの母親。不動産屋「Startline」勤務。マリは結婚した夫の連れ子。
ハルトパパ
演 - 前野朋哉（第8話 - 第10話）
「にこたま保育園」に通うハルトの父親。妻は単身赴任しており、妻の実家でジジババ総動員体制で子育て中。誕生日会ではサンドイッチを作って西園寺を支援した。
モエママ
演 - 吉田莉々加
「にこたま保育園」に通うモエの母親。同性のパートナーと暮らしている。西園寺の偽家族の件にゴシップ的な興味を抱いていた。
保護者
演 - 荒井玲良
「にこたま保育園」に子供を通わせている女性。西園寺がルカの誕生日会に誘うも、日曜日なので夫と相談すると言われる。
演 - 中島多羅
「にこたま保育園」に子供を通わせている女性。西園寺がルカの誕生日会に誘うも、連絡先が大家であることを訝る。
マリ
演 - れいな
「にこたま保育園」に通う子供。ルカの送り迎えに大家さんが来るのは変だと言ったことからルカと気まずくなる。
ハルト
演 - 竹内達麒（第8話・第9話）、相川稜（第10話）
「にこたま保育園」に通う子供。ルカの誕生日会で「西園寺さんはルカちゃんパパのこと好きなの?」と言ってしまう。
モエ
演 - 名和紗芭
「にこたま保育園」に通う子供。
小学生
演 - 池田恵（第5話）、木下瑛大（第5話）
西園寺さんが通りかかった橋の上で「（川に）なんかいる」「鯉かな」と話している。

##### 第5話
前田一郎
演 - 尾上松也
西園寺さんがマッチングアプリで出会った男性。早朝の犬の散歩＋カフェデートをする。
肥後菊之助
演 - 宮尾俊太郎
西園寺さんがマッチングアプリで出会った男性。『北斗の拳』を熱く語るも西園寺さんは上の空。西園寺さんのことをユリアに似ていると語る。
後田三郎
演 - 石田明（NON STYLE）（第10話）
西園寺さんがマッチングアプリで出会った男性。白い衣装に身を包む通称「白い恋人」。西園寺さんを一瞬だけ釘付けにする。実は認定ベビーシッターの資格を初め、調理師免許、ハウスクリーニングアドバイザー、整理収納アドバイザー、温泉健康指導士など数々の資格を持っており、楠見の家に家事代行屋の面接に応募してきた（第10話）。

##### 第6話
明美
演 - 月島琉衣
横井が時々手伝っているこども食堂のスタッフ。元々はそこに通っていたのだという。
のぶ
演 - 信川清順
同職員。
男性
演 - 高嶋宏一郎
盛り塩を見つけて駆けだしたルカとぶつかりそうになった自転車の男性。

##### 第7話
男性
演 - Max Bissonnette、Don Johnson
ニューヨークでの西園寺さんのプレゼンテーションに興味を持ち、ロビーで質問をぶつける。
- Michael F、Jasmine R

##### 第9話
佐藤満春
演 - 佐藤満春
どきどきキャンプのメンバー。レスQ社とは「サトミツのトイレ掃除放浪記」という番組でコラボしている。

##### 第10話
川口美代子
演 - 高畑淳子（最終話）
楠見の家に家事代行屋の面接を受けにきた女性。前職は恐山で2年ほど修行したイタコだったという。
実は男性と駆け落ち同然で家を出て行った西園寺さんの実母だった。
小畑遥華
演 - NANA（MAX）
楠見の家に家事代行屋の面接を受けにきた女性。認定ベビーシッターの資格は持っていないが子供が大好き。近所の子たちからは駒込の歌のお姉さんと呼ばれているという。
中村
演 - 坂本文子
皆川琴音が出産した病院の看護師。
ハルトの妹
演 - 鶴田瑠奈

- 鈴木星那（最終話）

### スタッフ
- 原作 - ひうらさとる『西園寺さんは家事をしない』（講談社『BE・LOVE』連載）[33]
- 脚本 - 宮本武史、山下すばる[33]、兒玉宣勝
- 音楽 - 野崎良太（Jazztronik）、安田寿之、イケガミキヨシ[34]
- 主題歌 - BUMP OF CHICKEN「strawberry」（TOY'S FACTORY）[35]
- プロデューサー - 岩崎愛奈、丸山いづみ[33]
- 演出 - 竹村謙太郎、井村太一、山本剛義、渡部篤史[33]
- 編成 - 吉藤芽衣、平岡紗哉[33]
- 製作 - TBSスパークル、TBS[33]

### 受賞
- 第121回ザテレビジョンドラマアカデミー賞[36]
  - 最優秀作品賞
  - 助演男優賞 - 松村北斗

### 放送日程
| 話数                                                                        | 放送日  | サブタイトル                          | ラテ欄                                                                     | 脚本              | 演出       | 視聴率 |
| --------------------------------------------------------------------------- | ------- | ------------------------------------- | -------------------------------------------------------------------------- | ----------------- | ---------- | ------ |
| 第1話                                                                       | 7月09日 | 家事しない38歳＋シンパパ＝?           | 絶対家事しない38歳と訳ありシンパパ＝偽家族!? ハートフルラブコメ            | 宮本武史          | 竹村謙太郎 | 7.3%   |
| 第2話                                                                       | 7月16日 | 家事ゼロの危機!?人と暮らすって大変!   | シンパパ同居で気遣い合戦勃発! 家事をするのかしないのかどっちなんだい!?     | 宮本武史          | 竹村謙太郎 | 7.2%   |
| 第3話                                                                       | 7月23日 | 偽家族開始!家族ってこんなに難しいの?  | 偽家族始動!義母登場でいきなり試練… 家族って難しい!黒ずくめ男も急接近!?     | 山下すばる        | 井村太一   | 6.7%   |
| 第4話                                                                       | 7月30日 | 恋の始まりは偽家族の終わり!?          | 恋の始まりは偽家族の終わり!? 消え去れ恋心!保育園トラブルで誕生日会大作戦   | 宮本武史          | 山本剛義   | 5.9%   |
| 第5話                                                                       | 8月06日 | この恋心を駆逐せよ!上書き彼氏大作戦!  | 偽家族のため恋などしない絶対に! 上書き彼氏作戦!あの人が彼氏候補に浮上!?    | 宮本武史          | 竹村謙太郎 | 6.3%   |
| 第6話                                                                       | 8月13日 | 三角関係が偽家族をバージョンアップ!?  | 三角関係発生!? 第2の男参戦で偽家族が新形態に進化する!のか…!?               | 兒玉宣勝 宮本武史 | 井村太一   | 5.4%   |
| 第7話                                                                       | 8月20日 | 偽家族に新メン仮彼氏加入!?謎女も登場  | 偽家族に新メンバー仮彼氏加入!? 海外出張で芽生える友情そして恋!? 謎女も登場 | 宮本武史          | 山本剛義   | 7.0%   |
| 第8話                                                                       | 8月27日 | 今度は四角関係!?恋の自覚と別れの予感  | 謎女性急接近で今度は四角関係!? このモヤモヤの正体は? 恋の自覚と別れの予感  | 兒玉宣勝 宮本武史 | 竹村謙太郎 | 6.7%   |
| 第9話                                                                       | 9月03日 | グランピング…それは恋と涙と別れの舞台 | グランピング…それは恋と涙と別れの舞台!? 絶対別れない男VS空気読めない男     | 宮本武史          | 渡部篤史   | 6.2%   |
| 第10話                                                                      | 9月10日 | 別居を選択!?偽家族最後の日々と嘘      | さよなら偽家族と恋… これは前向き別居?それとも解散? 最後の夏の思い出と嘘    | 宮本武史 兒玉宣勝 | 山本剛義   | 7.0%   |
| 最終話                                                                      | 9月17日 | 全員幸せになる方法、きっとあるよね    | 偽家族はどこへ向かう!? 全員幸せになる方法がきっとあるよね、西園寺さん!     | 宮本武史          | 竹村謙太郎 | 6.5%   |
| 平均視聴率 6.6%（視聴率はビデオリサーチ調べ、関東地区・世帯・リアルタイム） |         |                                       |                                                                            |                   |            |        |

| TBS系 火曜ドラマ                                        | TBS系 火曜ドラマ                                    | TBS系 火曜ドラマ                                          |
| 前番組                                                  | 番組名                                              | 次番組                                                    |
| ------------------------------------------------------- | --------------------------------------------------- | --------------------------------------------------------- |
| くるり 〜誰が私と恋をした?〜 （2024年4月9日 - 6月18日） | 西園寺さんは家事をしない （2024年7月9日 - 9月17日） | あのクズを殴ってやりたいんだ （2024年10月8日 - 12月10日） |